# Pedro Villa Durand
Pedro Glicerio Villa Durand (Arequipa, 29 de junio de 1944) es un ingeniero y político peruano. Fue diputado por la región Arequipa en el periodo 1985-1990.

## Biografía
Nació el 29 de junio de 1944. Fue hijo de Víctor Villa Andrade y de Blanca Durand Lanza.
Es ingeniero de profesión.
Como político incursiona como militante de Acción Popular, partido político de Fernando Belaúnde Terry. En las elecciones municipales del año 1983, Pedro Villa es elegido como regidor de la Municipalidad Provincial de Arequipa.
En 1985, renunció al cargo de regidor para luego participar en las elecciones parlamentarias como candidato a diputado por la región Arequipa, la cual tuvo éxito y fue juramentado para el periodo parlamentario 1985-1990.
En las elecciones del año 1990 intento sin éxito su reelección por el Frente Democrático y luego en 1995 postuló por segunda vez como regidor provincial.
En 2002 fue candidato a la presidencia del Gobierno Regional de Arequipa por Acción Popular, obteniendo el tercer lugar con sólo el 11.323% de los votos y logrando un concejal.
En el año 2008, Villa fue designado por la presidencia del Consejo de Ministros (PCM) como miembro del Tribunal de Solución de Controversias del Organismo Supervisor de la Inversión en Energía y Minería (OSINERGMIN), durante el segundo gobierno de Alan García. Luego en 2019 fue designado como vocal de la Junta de Apelaciones de Reclamos de Usuarios de Osinergmin.